# Негомбо
Негомбо (синг. මීගමුව; там. நீர்கொழும்ப) — місто в Західній провінції Шрі-Ланки, в окрузі Гампаха. Населення Негомбо за даними перепису 2001 року становить 121 701 особу, що робить його п'ятим найбільшим містом країни і другим найбільшим містом провінції (після Коломбо).

## Географія
Розташоване за 35 км на північ від столиці країни, міста Коломбо, у гирлі лагуни Негомбо.

### Клімат
Місто знаходиться у зоні, котра характеризується вологим тропічним кліматом. Найтепліший місяць — квітень із середньою температурою 27.8 °C (82 °F). Найхолодніший місяць — грудень, із середньою температурою 25.6 °С (78 °F).
| Клімат Негомбо          | Клімат Негомбо | Клімат Негомбо | Клімат Негомбо | Клімат Негомбо | Клімат Негомбо | Клімат Негомбо | Клімат Негомбо | Клімат Негомбо | Клімат Негомбо | Клімат Негомбо | Клімат Негомбо | Клімат Негомбо | Клімат Негомбо |
| Показник                | Січ.           | Лют.           | Бер.           | Квіт.          | Трав.          | Черв.          | Лип.           | Серп.          | Вер.           | Жовт.          | Лист.          | Груд.          | Рік            |
| Абсолютний максимум, °C | 34             | 35             | 35             | 37             | 32             | 35             | 31             | 31             | 31             | 31             | 32             | 32             | 37             |
| Середній максимум, °C   | 30             | 30             | 28             | 31             | 30             | 29             | 29             | 29             | 29             | 29             | 29             | 29             | 30             |
| Середня температура, °C | 26             | 26             | 25             | 27             | 27             | 27             | 27             | 27             | 27             | 26             | 25             | 25             | 26             |
| Середній мінімум, °C    | 22             | 22             | 23             | 24             | 25             | 25             | 25             | 25             | 25             | 23             | 22             | 22             | 23             |
| Абсолютний мінімум, °C  | 15             | 16             | 17             | 21             | 20             | 22             | 21             | 21             | 21             | 20             | 18             | 17             | 15             |
| Норма опадів, мм        | 80             | 60             | 140            | 230            | 370            | 220            | 130            | 100            | 160            | 340            | 310            | 140            | 2340           |
| Днів з опадами          | 7              | 4              | 7              | 14             | 17             | 13             | 11             | 9              | 13             | 19             | 15             | 9              | 138            |
| Вологість повітря, %    | 70             | 69             | 69             | 72             | 77             | 79             | 78             | 77             | 76             | 77             | 76             | 72             | 74             |
| ----------------------- | -------------- | -------------- | -------------- | -------------- | -------------- | -------------- | -------------- | -------------- | -------------- | -------------- | -------------- | -------------- | -------------- |
| Джерело: Weatherbase    |                |                |                |                |                |                |                |                |                |                |                |                |                |

## Транспорт
У передмісті Негомбо (Катунаяке), приблизно за 6 км на південь від центру міста, розташований головний міжнародний аеропорт Шрі-Ланки — Бандаранаїке. Через місто проходить автомобільне шосе і залізниця, що з'єднує Коломбо і Путталам. Є великий автобусний термінал. 

## Економіка
Негомбо є рибальським портом і відоме своїм рибним ринком. Важливу роль в економіці відіграє туризм.